# Eino Rautavaara
 Eino Alfred Rautavaara (Jernberg fram till 1901), född 14 mars 1876 i Ilmola, död 7 augusti 1939 i Helsingfors, var en finländsk operasångare (baryton).

## Biografi
Rautavaara inledde sin karriär som affärsman, men övergick helt till den musikaliska banan kring år 1900. Han studerade sång i Rom 1903 och gjorde omfattande studieresor till Rom och Milano 1904, 1905, 1906, 1910, 1911 och 1914. Han studerade även i Berlin 1906 och i Paris 1909. Rautavaara uppträdde på flera operascener i Finland, men gjorde sig mest känd vid Finska Operan och var en av grundarna till Finlands nationalopera. Han var verksam som sånglärare vid Helsingfors musikinstitut 1907–1909 och vid Helsingfors klockare-organistskola 1908–1909. Sedan 1912 var han kantor vid Sörnäs finska församling.
Åren 1905–1909 gjorde Rautavaara 25 skivinspelningar och var därmed en av de tidigare finländska artisterna som sjöng på skiva. En del inspelningar gjordes tillsammans med pianisten och tonsättaren Oskar Merikanto.
Rautavaara var far till tonsättaren Einojuhani Rautavaara.